# 김성갑
김성갑(金性甲, 1962년 5월 3일 ~ )은 전 KBO 리그 태평양 돌핀스의 내야수이자, 현 KBO 리그 한화 이글스의 잔류군 총괄코치이다.

## 선수 시절

### 아마추어 시절
대구상업고등학교 2학년 때인 1979년에 연장 14회 진행 중 일몰로 인해 게임이 중지됐고, 무효 처리됐다. 건국대학교 체육교육학과 2학년 때인 10월 가을철 추계리그에서 홈런을 쳐 내며 대학야구연맹전 감투상을 수상했고, 1985년에 졸업했다. 

### 삼성 라이온즈시절
1985년에 1차 지명을 받고 입단하였다. 데뷔 첫 해부터 개막전에 출전했으나 11경기 출전에 그쳤고, 그 이후 방위병으로 복무하던 중 1986년에 빙그레 이글스가 창단했을 때 팀 구성을 위해 기존 6개 구단에서 지원한 전력 보강 선수로 지명돼 투수 성낙수와 함께 현금 트레이드로 이적하였다.

### 빙그레 이글스시절
1988년에 김영덕이 감독으로 부임하고, 강병철이 수석코치를 맡았다. 이 과정에서 1990년에 소위 '종신 감독 파동' 등 북일고와 비북일고 출신들 사이의 갈등이 있었다. 이 시즌에는 페넌트레이스 1위를 하다가 후반기에 페이스가 떨어져 준플레이오프 2패로 탈락했으며 이 과정에서 김영덕과의 불화 탓인지 1991년 시즌 전 태평양 돌핀스로 현금 2100만원에 트레이드됐고, 그 외에도 김영덕과 사이가 좋지 않았던 고원부, 유승안, 한희민 등 대부분의 비북일고 출신들이 다른 팀으로 트레이드되거나 방출되는 수모를 겪었다.

### 태평양 돌핀스시절
1995년에 2루수 부문 올스타에 선정돼 올스타전에 참가했고, 그 해에는 현역 시절 중 1군에서 가장 많은 경기를 소화했다. 그 해를 마지막으로 태평양 돌핀스가 인수돼 현대 유니콘스로 팀 이름이 바뀐 후 현역에서 은퇴했다.

## 야구선수 은퇴 후
1996년부터 현대 유니콘스의 창단 코치를 시작으로 지도자 생활을 시작했다. 1998년 시즌 후 재계약에 실패해 잠시 서울고 야구부의 인스트럭터를 맡은 것 외에는 단 한 번의 팀 이동 없이 코치 생활을 했다.2009년 시즌 후 1군 코치로 승격됐고, 2010년 시즌 후 2군 감독직에 올랐다.2011년 시즌 후 수석코치로 승격됐다. 2012년 당시 감독이었던 김시진이 경질되며 감독 대행으로 이끌며 잔여 시즌을 치렀고, 당시 주루코치였던 염경엽이 감독으로 승격된 후 다시 2군 감독으로 돌아왔다.
2016년에 SK 와이번스의 수석코치로 자리를 옮겼고, 2018년 한국시리즈 우승에 기여한 직후 휴식기를 선언하며 수석코치에서 물러나 잠시 야인으로 지냈다.
2023년부터 한화 이글스의 잔류군 총괄/수비코치로 활동했다.

## 통산 기록
| 연 도           | 소 속           | 나 이           | 출 장 | 타 석 | 타 수 | 득 점 | 안 타 | 2 루 타 | 3 루 타 | 홈 런 | 타 점 | 도 루 | 도 실 | 볼 넷 | 삼 진 | 타 율 | 출 루 율 | 장 타 율 | O P S | 루 타 | 병 살 타 | 몸 맞 | 희 타 | 희 플 | 고 4 |
| --------------- | --------------- | --------------- | ----- | ----- | ----- | ----- | ----- | ------- | ------- | ----- | ----- | ----- | ----- | ----- | ----- | ----- | -------- | -------- | ----- | ----- | -------- | ----- | ----- | ----- | ---- |
| 1985            | 삼성            | 24              | 11    | 7     | 6     | 0     | 0     | 0       | 0       | 0     | 0     | 0     | 0     | 1     | 2     | .000  | .143     | .000     | .143  | 0     | 0        | 0     | 0     | 0     | 0    |
| 1986            | 빙그레          | 25              | 80    | 232   | 196   | 20    | 43    | 5       | 1       | 1     | 21    | 5     | 6     | 24    | 16    | .219  | .314     | .270     | .584  | 53    | 2        | 3     | 9     | 0     | 0    |
| 1987            | 빙그레          | 26              | 108   | 434   | 382   | 52    | 88    | 19      | 1       | 0     | 12    | 9     | 7     | 27    | 42    | .230  | .287     | .285     | .573  | 109   | 6        | 4     | 20    | 1     | 0    |
| 1988            | 빙그레          | 27              | 101   | 291   | 257   | 28    | 65    | 11      | 2       | 1     | 31    | 5     | 3     | 16    | 29    | .253  | .300     | .323     | .623  | 83    | 3        | 2     | 14    | 2     | 0    |
| 1989            | 빙그레          | 28              | 103   | 348   | 284   | 47    | 69    | 18      | 2       | 4     | 45    | 12    | 7     | 45    | 27    | .243  | .352     | .363     | .715  | 103   | 6        | 5     | 10    | 4     | 0    |
| 1990            | 빙그레          | 29              | 89    | 260   | 210   | 29    | 46    | 5       | 1       | 3     | 18    | 17    | 5     | 32    | 36    | .219  | .329     | .295     | .625  | 62    | 8        | 3     | 14    | 1     | 0    |
| 1991            | 태평양          | 30              | 87    | 250   | 217   | 24    | 42    | 5       | 0       | 1     | 14    | 14    | 4     | 20    | 32    | .194  | .273     | .230     | .503  | 50    | 4        | 4     | 8     | 1     | 0    |
| 1992            | 태평양          | 31              | 102   | 289   | 240   | 27    | 69    | 5       | 1       | 0     | 24    | 7     | 4     | 27    | 26    | .288  | .372     | .317     | .689  | 76    | 3        | 7     | 12    | 3     | 0    |
| 1993            | 태평양          | 32              | 50    | 164   | 138   | 14    | 32    | 6       | 1       | 1     | 15    | 3     | 1     | 17    | 19    | .232  | .321     | .312     | .632  | 43    | 2        | 2     | 5     | 2     | 1    |
| 1994            | 태평양          | 33              | 97    | 257   | 219   | 23    | 52    | 6       | 1       | 3     | 15    | 2     | 7     | 21    | 30    | .237  | .318     | .315     | .633  | 69    | 2        | 5     | 12    | 0     | 0    |
| 1995            | 태평양          | 34              | 114   | 325   | 267   | 32    | 61    | 10      | 1       | 0     | 23    | 4     | 3     | 33    | 39    | .228  | .325     | .273     | .598  | 73    | 10       | 6     | 17    | 2     | 0    |
| KBO 통산 : 11년 | KBO 통산 : 11년 | KBO 통산 : 11년 | 942   | 2857  | 2416  | 296   | 567   | 90      | 11      | 14    | 218   | 78    | 47    | 263   | 298   | .235  | .318     | .298     | .617  | 721   | 46       | 41    | 121   | 16    | 1    |

- 시즌 기록 중 굵은 글씨는 해당 시즌 최고 기록임